# Жорж Сименон
Жорж Жозеф Кристијан Сименон (фр. Georges Joseph Christian Simenon, 13. фебруар 1903, Лијеж—4. септембар 1989, Лозана) је био белгијски књижевник који је стварао на француском језику. Велики успех серије романа о инспектору Мегреу оставља у сенци остатак његовог дела.
У периоду 1922-1945 живео је у Француској. У ово време дописивао се са Андре Жидом. Касније је боравио у више места у Канади и САД (1945—1955). У Француску се враћа 1955, да би се најзад настанио у Швајцарској.
Сименон је био изузетно плодан књижевник који је дневно писао 60 до 80 страница. Написао је 192 романа, 158 приповедака, више аутобиографских дела и бројне чланке и репортаже. Под псеудонимом је објавио још 176 романа, десетине приповедака и чланака. Користио је укупно 27 псеудонима. Он је најпознатији белгијски књижевник у свету са укупним тиражом од 550 милиона примерака. По статистици УНЕСКО из 1989, Сименон је 18. најобјављиванији књижевник на свету, а четврти међу књижевницима на француском језику. Дела су му укупно преведена 3500 пута на 47 језика.
Серија романа о инспектору Мегреу садржи 75 романа и 28 приповетки. Први роман из ове серије настао је 1931, а последњи 1972.
Сименон је аутор велике серије психолошких романа: The Strangers in the House (1940), La neige était sale (1948), Le fils (1957), као и аутобиографских дела: Je me souviens (1945), Pedigree (1948), Mémoires intimes (1981).